# شیره کاج
شیره کاج یک ماده چسبنده است که از کربنیزاسیون چوب کاج در دمای بالا در شرایط بی هوازی (تقطیر خشک یا تقطیر تخریبی) به وجود می‌آید. چوب در اثر گرما و فشار در یک مخزن بسته به سرعت به زغال چوب و شیره کاج تجزیه می‌شود.